# Mala Val
Mala Val (occità) o Malval (francès) és un municipi francès al departament de Cruesa de la regió de Nova Aquitània.
| 1962                                       | 1968 | 1975 | 1982 | 1990 | 1999 | 2007 |
| ------------------------------------------ | ---- | ---- | ---- | ---- | ---- | ---- |
| 64                                         | 72   | 55   | 53   | 50   | 57   | 47   |
| Des de 1962: població sense dobles comptes |      |      |      |      |      |      |

| Període   | Identitat      | Partit |
| --------- | -------------- | ------ |
| 2001-2008 | Guy Rossignol  |        |
| 2001-     | Jean-Luc Orain |        |